# Mixxx
Mixxx je počítačový program s otevřeným zdrojovým kódem pro hudební diskžokeje. Program je obzvláště vhodný pro styl míchání známý jako plynulý přechod mezi skladbami. Mixxx je multiplatformní, přirozeně podporuje většinu běžných hudebních souborových formátů a lze jej ovládat pomocí řadičů MIDI a HID.

## Přehled
Projekt byl spuštěn na začátku roku 2001 z důvodu psaní doktorské práce jako jeden z prvních systémů digitálního diskžokejování. Dnes jde o uhlazenou aplikaci, která je ročně stažena víc než milionkrát a obsahuje mnoho pro digitální diskžokejová řešení běžných funkcí, jakož i některé jedinečné: Podporuje pokročilé MIDI a HID DJ řadiče, je licencován pod GPL (v2.0 nebo novější) a běží na všech hlavních operačních systémech pro stolní počítače. Do vydání verze 1.10.0 s prací na Mixxxu pomohlo více než 100 vývojářů a uměleckých tvůrců.

## Podpora pro technické a programové vybavení

### Podpora pro zvukové soubory
Mixxx dokáže přečíst nejoblíbenější formáty zvuku včetně MP3, Ogg Vorbis, WAV, AIFF a FLAC. Verze 1.8 uvedla systém přídavných modulů, aby byl Mixx schopen přečíst jiné formáty včetně patentově chráněných, jejichž dekodéry nelze společně s Mixxem ve spustitelné podobě legálně šířit (např. M4A/AAC/MP4). Všechny takové přídavné moduly jsou, v případě že jsou přítomny, automaticky nahrávány za běhu programu.

### Podpora pro zvukové API/vybavení
Mixxx podporuje ASIO, WASAPI a DirectSound na Windows, OSS, ALSA a JACK na Linuxu, a CoreAudio na Mac OS X, vše toto přes PortAudio. Znamená to, že všechna zvuková zařízení podporovaná operačním systém jsou v Mixxxu použitelná.

### Podpora pro řadiče vybavení
Pro ovládání vnějšího vybavení Mixxx podporuje mnoho řadičů MIDI a HID a je jediným programem pro diskžokejování používajícím JavaScript pro pokročilou součinnost s řadiči a zpětnou vazbu (představeno ve verzi 1.7.0.)
Přes podsystém ovládání vinylem, který je postaven na programu xwax, jsou podporovány také standardní analogové gramofonové talíře a přehrávače CD. To umožňuje, aby gramofonové talíře a přehrávače CD digitální hudbu ovládaly přes užití časově zakódovaného média.

## Přijetí

### Obchod Apple
Mixxx je jedním z prvních svobodných programů s otevřeným zdrojovým kódem dostupným v obchodu Mac App Store.
Za méně než 48 hodin od okamžiku, kdy se v něm objevil v únoru 2011 Mixxx se stal číslem 1 mezi nejlepšími aplikacemi zdarma v USA, Německu a v Itálii.

### Účast na letním táboře Google (Google Summer of Code)
Mixxx byl přijat jako vyučující organizace na GSoC v letech 2007, 2008, 2010, 2011, 2012, a 2013.